# Aittosaaret (ö i Södra Savolax)
Aittosaaret är en ö i Finland. Den ligger i sjön Haukivesi och i kommunen Rantasalmi i den ekonomiska regionen  Nyslott  och landskapet Södra Savolax, i den sydöstra delen av landet, 280 km nordost om huvudstaden Helsingfors. Öns area är 3 hektar och dess största längd är 440 meter i öst-västlig riktning.  Notera att namnet antyder att det är fråga om flera öar.